# Dipodomys ordii
Кенгуровий стрибун Орда (Dipodomys ordii) — гризун з роду Dipodomys родини кенгурових стрибунів з Північної Америки. Ареал — Великі Рівнини від півдня Канади до Мексики.
Живиться переважно насінням та трав'янистою рослинністю.